# Holoplocamus papposus
Holoplocamus papposus Odhner, 1926 è un mollusco nudibranchio della famiglia Polyceridae. È l'unica specie nota del genere Holoplocamus.